# Euphorbia vajravelui
Espèce
Classification phylogénétique
Statut de conservation UICN

 VU  : Vulnérable
Euphorbia vajravelui est une espèce de plantes du genre Euphorbia de la famille des Euphorbiacées.